# Xian de Wuchuan
Pour les articles homonymes, voir Wuchuan (homonymie).
Le xian de Wuchuan (武川县 ; pinyin : Wǔchuān Xiàn) est un district administratif de la région autonome de Mongolie-Intérieure en Chine. Il est placé sous la juridiction de la ville-préfecture de Hohhot.

## Démographie
La population du district était de 171 944 habitants en 1999.